# 1234 (Feist)
1234 (pronunciato One Two Three Four) è una canzone della cantautrice canadese Feist, pubblicata nel settembre 2007 come singolo estratto dal suo album The Reminder.
Il brano è scritto dalla stessa artista con la cantautrice australiana Sally Seltmann (nota anche come New Buffalo) e prodotto con Gonzales.
La canzone ha avuto un successo clamoroso negli Stati Uniti (#8 della Billboard Hot 100) grazie soprattutto al suo impiego in uno spot televisivo per l'iPod nano.
Ha ricevuto una nomination ai Grammy Awards 2008 nelle categorie Best Female Pop Vocal Performance e Best Short Form Music Video. Inoltre la cantante è stata in nomination nelle categorie Best New Artist e Best Pop Vocal Album. La canzone ha vinto anche uno Juno Award come Singolo dell'anno.

## Tracce
CD singolo
1. 1234 – 3:03